# Dimetylofuran
2,5-Dimetylofuran (bywa określany akronimem 2,5-DMF, nie mylić z DMF – dimetyloformamidem) – heterocykliczny związek chemiczny będący pochodną furanu.
2,5-Dimetylofuran jest otrzymywany z biomasy. Może być uzyskiwany bezpośrednio z roślin i owoców, ale też z glukozy. Może być stosowany jako biopaliwo, a także jako rozpuszczalnik organiczny. Jako biopaliwo jest o 40 proc. wydajniejszy od etanolu.